# 其实我是…
《其實我是…》（日语：実は私は）是增田英二的日本漫畫作品，自2013年1月23日起至2017年2月16日止連載於秋田書店《週刊少年Champion》，單行本全22冊。故事描述人類與吸血鬼、狼人、惡魔及外星人一起於校園之中生活的搞笑戀愛喜劇。

## 劇情
男主人公黑峰朝阳喜欢班级里面的白神叶子，然而，在决心表白后，意外地发现她竟然是一個吸血鬼。爱情的告白变成了「我们一起做朋友」的戏剧性结果，而不擅长保守秘密又爱着白神叶子的黑峰朝阳，竭力地保守着「吸血鬼」的秘密，以便不让白神叶子退学回家……而在之後，本作男主人公還在學校中遇到了為發表八卦新闻而狂的青梅竹馬朱美蜜柑、實際身份是外星人的藍澤渚、能夠變身狼人的色女紫紫戶狮惠，以及種種奇怪的人。不巧的是，作品中的多個角色都对黑峰朝陽有著愛意之情，而害羞的黑峰朝阳却迟迟无法表达出自己对白神叶子的喜爱，导致误会时常发生，并从而由此产生了一系列奇幻的爱情喜剧故事……

## 角色
同時出現兩種版本的演員時，前者為電視動畫的配音員，後者為舞台劇演員。

### 主要人物
黑峰朝陽（聲：花江夏樹／演：大島崚）
本作男主角，性格表裡合一非常不擅長說謊與保守秘密，被同班同學戲稱為「洞篩」。喜欢同班同学葉子，曾经尝试告白卻意外发现了葉子是吸血鬼的事实，决心與她成為朋友保守這個秘密，不過也變成告白沒有算很成功。以前喜欢过班长蓝泽，但去年夏天还未告白就直接被甩，成为心理阴影（本来早忘了）。
先後被藍澤渚，朱美蜜柑和紫紫戶獅穗對其表白，但均被他拒絕，因為自己喜歡的是白神葉子。漫画86话中已成功告白。
白神葉子（聲：芹澤優／演：飛鳥凛）
本作女主角，真實身分是吸血鬼。因為憧憬著普通人類的校園生活，向父亲保证不被发现的前提下，開始就讀人類學校。为了防止被他人发现自己的真实身份，她不与班级中的他人交往，極少與人交談（說話很會暴露犬齒，情緒高漲時也很容易暴露翅膀），因此也没有朋友，上學與放學分別在極早與極晚等人少又陽光不強的時間（被照到陽光會曬得很黑），被做為「學園七大不可思議」中「放學後的吸血鬼」由來。
一次放學後，偷偷躲在教室展開自己背翼的她，被决心告白的朝陽撞到，从而使自己的吸血鬼身份泄露给了朝陽，朝陽也与叶子成为朋友，后逐渐喜欢上他。一直被認為是冷艷型的美少女，朝陽與她漸漸變熟後才發現性格其實很天然呆，說話還不時會有關西腔。
在未來由於能力失控而成為「魅力痴女二世」。
藍澤渚（聲：水瀨祈／演：若林倫香）
朝陽班上的班长。真實身分是來觀察地球的外星人，被朝陽和葉子偶然间发现。本體非常小跟手办差不多，頭上長有觸角（求愛時會發光），被做為「學園七大不可思議」中「走廊裡的妖精」由來，隨身背著自家製的步枪（但根據對朝陽和葉子的結果好像沒有殺傷力）。
平時外人看到等身大的是類似机器人的外部組件，質感做得很逼真，頭上有螺絲型的頭飾是操作席入口，需要外接充電運作。性格有點古板，非常重視紀律，曾經發現朝陽關注自己而主動表示要他停止，後來卻反而暗戀朝陽。
朱美橘（聲：上田麗奈／演：永吉明日香）
朝陽的青梅竹馬，暱稱「橘子」。新聞社社長，因為以他人的八卦為題材大肆宣揚，而得到「邪道女王」的外號，並常以此自傲，有一对双胞胎弟弟。暗戀朝陽，自己的眼鏡是福神，是付喪神，依付在橘的眼鏡身上的靈體（聲：下釜千昌）。
紫紫戶獅穗／獅狼（聲：内田彩（獅穂）、宮健一（獅狼）／演：柴小聖（獅穂）、田中彪（獅狼））
葉子的青梅竹馬，真實身份為狼人，見到月圓（或滿月的相片）就會變身，男性時稱作獅狼、女性時稱作獅穗。是個色女。而據本人所說，雖然人格是各自獨立，但因為獅穗是本體，因此即使是在獅狼的狀態下，獅穗仍能保留意識，然而獅狼在獅穗的状态下则不能保持意识。
黃龍院凜（聲：無／演：高橋果鈴（Prizmmy☆））
來自50年後的未來人，朝陽與葉子的外孫女，小朝陽一年級。

### 諸晴高中
紅本茜（聲：M·A·O／演：高木友梨香）
本作學園的校長，真實身分是數千歲的惡魔，頭上有著大角，因此有「角女」的代稱，個子很小跟小孩子一樣，平時會穿著學校制服在校內閒逛，被做為「學園七大不可思議」中「神出鬼沒的帶角女人」由來。擁有千里眼、念力、分身、變身等能力。
個性喜好惡作劇和甜食，只要有甜食就能向她許願，而在得不到甜食或失去甜食時，會以念力製造災害。
相當重視明里。雖然經常取笑她是單身，但知道櫻田想對其表白時，依然表示自己會判斷他是否配得上她。成功表白後，也會稍微感到寂寞。
紅本明里（聲：新田惠海／演：加藤智子）
主角的級任導師，神經大條和粗魯，與校長紅本茜為曾曾祖孫女的遠親關係，擁有惡魔的血統但比較微薄，不過仍有著強大的體能，常用以壓制嘲笑她的人和作亂的茜。在茜的散播之下，以「亞華里」的異名及武勇傳風聞於不良少年圈，是獅狼崇拜的對象。
自小時候起已經想成為公主，但一直無機會。櫻田的表白達成了她的夢想，同時而一個女人的身份接受了表白。但表明在在畢業前會保持距離。
銀華戀（聲：無／演：三浦菜菜子）
學校的學生會會長，真實身分是天使。自己的每一根羽毛含有七宗罪的七股力量寄宿，被羽根刺到的人會被該罪影響（被憤怒刺到會易怒、暴食刺到會容易飢餓）。雖然以頭上沒有了天使的光圈而自視為墮落天使，但個性上還是以服務為己任，並且只求道謝作為回報，不自覺釋放出的高潔人格常讓朝陽和葉子感到刺眼。
綠苑坂弓
主角升上三年級後的副級任導師。和過去朝陽對葉子的想像一樣，被葉子視為典型的『冰山美人』。
真實身分為葉子的父親同樣是吸血鬼的白神源二郎，因不放心葉子在學校的生活，故變身成一般女性潛入校園。卻被黑峰很快地發現其真實身分。之後拜託校長（紅本茜）聘請她（源二郎）擔任1年的副級任導師。另外，在名字的設定上並非因為頭髮是綠色，也並非穿著綠色色調布料的大正和服，而是取自白神桐子的舊姓，「弓」則是綠苑坂家裡所養，她非常疼愛的小狗的名字。
岡田奏（聲：平川大輔，演：渡邊健太）
被稱為「扭曲的岡田」，朝陽要好的三名友人中唯一在高中前便已認識的。觀察力優秀，很早就注意到葉子會觀察朝陽，因此當三人慫恿朝陽告白時，是較有信心的一個。對朱美有好感，但總是和對方互相冷嘲熱諷。擁有讀心能力。
櫻田康介（聲：羽多野涉，演：矢島八雲）
朝陽的友人之一，身形高大，被稱為「老好人櫻田」，個性很好，在四人組裡總是屬於勸阻的身份，但對於隨意毀謗和造謠不能忍受，會恢復成的狀態。家裡是肉店。相當珍惜朝陽等朋友，因為他們真正接受自己，而非視他為「中東的猛虎」。
升上高中前是不良少年，有著「東中的猛虎」外號。因為體型和眼神較兇狠，故經常被人找茬打架。因為會反過來把對方打敗。事後總是不被人相信自己不是先動手的一方，故不願相信他人，希望能獲得不依賴他人獨自生存的力量。在入學前被紅本明里打敗，並受她開解和介紹現在所就讀的高中。雖然當時不知道她的名字，但為了再見她一面，告訴她自己已改過自身，而就讀該高中。
在高三運動節中，在大家的幫助下，到達紅本明里面前。並透過感謝森羅萬象(曾幫助自己的紅本明里和全部幫助他的同學)轉化為自己的力量，獲得對抗狂暴狀態下的紅本明里的力量，被茜稱為「佛之櫻田」。最終成功在騎馬戰(騎著華戀給他的飛馬)中打敗紅本明里，並向她表白。
嶋田（聲：下野紘，演：早川航太（A-Light））
朝陽的友人之一。個性糟糕卑鄙，做壞事時會有拖朝陽下水的行為。修業旅行時曾因某事而被全班視為人渣。
桃地結香
小主角兩個年級的學妹，與鳴為同班同學。腰後揹著形似手裡劍的大型物件。與凜一樣，稱呼朝陽為姥爺，實際上是獅穗與嶋田的外孫女，是個花痴。

### 親屬
黑峰鳴（聲：無／演：藤本楓）
朝陽的妹妹，小哥哥兩年級。
白神源二郎（聲：小山力也／演：室龍規）
葉子的父親，純種吸血鬼，體型大約是成人的兩倍，變成的蝙蝠也有成人的大小。相當寵愛女兒，但因為苦於與女兒相處，而在女兒面前總是擺出一副不想理睬的樣子，因此長期讓葉子以為被父親討厭她，目前正因女兒假日不肯回家而煩惱。
曾就讀於學園，並因意外與妻子相識，但由於自身經歷，不希望葉子受到同樣痛苦，因而對葉子立下「不被發現」作為就讀條件，但本身已經不大在意這條件，更在意她的交友狀況。
白神桐子（聲：日笠陽子／演：西口杏里沙）
葉子的母親，人類，原姓綠苑坂，個性腹黑，雖然與丈夫仍處於相互深愛的狀態，但對於教訓失控的源二郎時毫不手軟。
橘的弟弟們（聲：藤原由林（老大）、齋藤楓子（老二））
長相和橘很像，姊弟三人感情良好，和朝陽等人一起玩樂時非常的愉快。
藍澤涼（聲：無／演：葉月夢）
渚的哥哥，在渚的回憶裡，總是在奇怪的情況下教授渚人生的哲理。
魅力痴女（聲：無／演：尻無浜冴美）
獅穂/獅狼的母親。

## 出版書籍
| 冊數 | 秋田書店      | 秋田書店               | 東立出版社    | 東立出版社             |
| 冊數 | 發售日期      | ISBN                   | 發售日期      | ISBN                   |
| ---- | ------------- | ---------------------- | ------------- | ---------------------- |
| 1    | 2013年6月7日  | ISBN 978-4-253-22168-9 | 2015年4月17日 | ISBN 978-986-365-836-8 |
| 2    | 2013年8月8日  | ISBN 978-4-253-22169-6 | 2015年4月17日 | ISBN 978-986-365-837-5 |
| 3    | 2013年10月8日 | ISBN 978-4-253-22170-2 | 2016年5月12日 | ISBN 978-986-365-838-2 |
| 4    | 2013年12月6日 | ISBN 978-4-253-22171-9 | 2016年6月3日  | ISBN 978-986-365-839-9 |
| 5    | 2014年2月7日  | ISBN 978-4-253-22172-6 | 尚未出版      | 尚未出版               |
| 6    | 2014年5月8日  | ISBN 978-4-253-22173-3 | 尚未出版      | 尚未出版               |
| 7    | 2014年7月8日  | ISBN 978-4-253-22174-0 | 尚未出版      | 尚未出版               |
| 8    | 2014年9月8日  | ISBN 978-4-253-22175-7 | 尚未出版      | 尚未出版               |
| 9    | 2014年12月8日 | ISBN 978-4-253-22176-4 | 尚未出版      | 尚未出版               |
| 10   | 2015年2月6日  | ISBN 978-4-253-22177-1 | 尚未出版      | 尚未出版               |
| 11   | 2015年4月8日  | ISBN 978-4-253-22521-2 | 尚未出版      | 尚未出版               |
| 12   | 2015年7月8日  | ISBN 978-4-253-22522-9 | 尚未出版      | 尚未出版               |
| 13   | 2015年9月8日  | ISBN 978-4-253-22523-6 | 尚未出版      | 尚未出版               |
| 14   | 2015年11月6日 | ISBN 978-4-253-22524-3 | 尚未出版      | 尚未出版               |
| 15   | 2016年1月8日  | ISBN 978-4-253-22525-0 | 尚未出版      | 尚未出版               |
| 16   | 2016年4月8日  | ISBN 978-4-253-22526-7 | 尚未出版      | 尚未出版               |
| 17   | 2016年6月8日  | ISBN 978-4-253-22527-4 | 尚未出版      | 尚未出版               |
| 18   | 2016年8月8日  | ISBN 978-4-253-22528-1 | 尚未出版      | 尚未出版               |
| 19   | 2016年10月7日 | ISBN 978-4-253-22529-8 | 尚未出版      | 尚未出版               |
| 20   | 2016年12月8日 | ISBN 978-4-253-22530-4 | 尚未出版      | 尚未出版               |
| 21   | 2017年2月8日  | ISBN 978-4-253-22525-0 | 尚未出版      | 尚未出版               |
| 22   | 2017年3月8日  | ISBN 978-4-253-22802-2 | 尚未出版      | 尚未出版               |

## 電視動畫
2014年年底由《週刊少年Champion》宣布决定製作電視動畫。2015年7月6日至9月28日在東京電視網首播。全13話。改編至單行本第4冊第33話朝陽與葉子等人放暑假為止。

### 製作人員
- 原作：增田英二（秋田書店「週刊少年Champion」連載）
- 導演：山本靖貴
- 劇本統籌：山下憲一（日语：山下憲一）
- 人物設定：丸藤廣貴
- 美術監督：加藤靖忠
- 色彩設計：山上愛子
- 攝影監督：設樂希
- 剪輯：本久美子
- 音響監督：田中一也（日语：たなかかずや）
- 音樂：松田彬人
- 音樂製作人：松尾康治
- 音樂製作：TMS Music
- 製作人：久保雄輔、中島純、武川新吾、菅澤正浩、田中利明、清水美佳、佐藤至信、松村俊輔
- 動畫製作人：野崎康次
- 動畫製作：TMS Entertainment／3xCube[6][7]
- 製作：其實我製作委員會

### 主題曲
片頭曲
作詞：三宅光幸，作曲：三宅光幸、鈴木，編曲：鈴木，主唱：
此單曲於2015年8月26日發售。
片尾曲
作詞：TOC，作曲：TOC、DJ，編曲：DJ、井筒伸太郎，主唱：Hilcrhyme
第13話使用在劇中和工作人員列表帶過。
此單曲於2015年9月2日發售。
插入曲
（第1、3、5、6、7、8、9、12、13話）
作詞、作曲、主唱：MINMI，編曲：MINMI、NAMELESS A.K.A N.L、橘井健一
「絕對秘密主義！」（第7話）
作詞、作曲、編曲：園田智也，主唱：白神葉子（芹澤優）
（第7話）
作詞：松尾康治，作曲、編曲：木下智哉，主唱：紅本茜（M·A·O）、紅本明里（新田惠海）

### 各話列表
| 話數   | 日文標題 | 港台標題       | 大陆标题       | 劇本     | 分鏡              | 演出       | 作畫監督                                                   | 總作畫監督                   | 下集預告内容             | 原作話               |
| ------ | -------- | -------------- | -------------- | -------- | ----------------- | ---------- | ---------------------------------------------------------- | ---------------------------- | ------------------------ | -------------------- |
| 第1話  |          | 告白吧！       | 去表白吧！     | 山下憲一 | 山本靖貴          | 齊藤啟也   | 大澤美奈                                                   | 丸藤廣貴                     | 实话猜谜！               | 第1－2話             |
| 第2話  |          | 死守秘密！     | 保守秘密！     | 山下憲一 | 園田雅裕          | 園田雅裕   | 齊藤和也、關口亮輔 津吹明日香、菅野智之                    | 田中紀衣                     | 实话猜谜！               | 第2、3、5－7話       |
| 第3話  |          | 小心青梅竹马！ | 小心青梅竹马！ | 井上美緒 | 平野俊貴          | 神原敏昭   | 池內直子、渡邉慶子                                         | 大澤美奈                     | 朱美蜜柑的邪道诊断测试！ | 第2、4、6話 部分原創 |
| 第4話  |          | 解救班長！     | 拯救委员长！   | 山田隆司 | 佐山聖子          | 五月女有作 | 佐佐木敏子、內野明雄                                       | 田中紀衣                     | 岛田的恋爱适合度测试     | 第13、66話 部分原創  |
| 第5話  |          | 去約會吧?!     | 约会？来吧！   | 山下憲一 | 西森章            | 原田奈奈   | 菅野智之                                                   | 大澤美奈                     | 寻找画面不同之处！       | 第8、10話            |
| 第6話  |          | 小心狼男！     | 注意狼人！     | 山田隆司 | 平野俊貴          | 矢花馨     | 水野隆宏、丸藤廣貴                                         | 田中紀衣                     | 紫紫户狮穗的YY体验       | 第11－12話           |
| 第7話  |          | 變得性感吧！   | 变性感吧！     | 山下憲一 | 西森章            | 篠原啟輔   | 小澤圓、早川淳一 島田英明                                  | 大澤美奈                     | 红本茜的恶魔十遍提问！！ | 第13、15、16、57話   |
| 第8話  |          | 拯救世界吧！   | 拯救世界吧！   |          | 齊藤啟也          | 齊藤啟也   | 渡边真由美                                                 | 田中紀衣                     | 岛田和狮惠的小色情Q      | 第14、51話           |
| 第9話  |          | 換上泳裝吧！   | 换泳衣吧！     | 山下憲一 | 山本里織 山本靖貴 | 吉田俊司   | 菅野智之、齊藤和也 細木隆浩、關口亮輔                      | 大澤美奈                     | 画面记忆力测试           | 第18－19話           |
| 第10話 |          | 坦率一點吧！   | 坦率一些吧！   | 山田隆司 | 齊藤啟也          | 神原敏昭   | 池內直子、渡邊慶子 森亞彌子                                | 田中紀衣 伊藤真理子          | 有奖问答                 | 第23－25話 部分原創  |
| 第11話 |          | 去夏日祭典吧！ | 去夏日祭吧！   |          | 佐山聖子          | 土屋康郎   | 山中純子、小松香苗 島田英明、河村明夫                      | 大澤美奈 山中純子            | 蓝泽的星座问答           | 第26－27話           |
| 第12話 |          | 阻止告白！     | 阻止告白吧！   | 山下憲一 | 齊藤啟也          | 齊藤啟也   | 菅野智之、早川淳一                                         | 田中紀衣 大澤美奈 伊藤真理子 | 最后的其实我是猜谜！     | 第46－47話 部分原創  |
| 第13話 |          | 一起回去吧！   | 一起回去吧！   | 山下憲一 | 山本靖貴          | 山本靖貴   | 丸藤廣貴、小松香苗 大澤美奈、齊藤和也 津吹明日香、關口亮輔 | 丸藤廣貴 大澤美奈            | 不適用                   | 第29－33話           |

### 播放地區
日本深夜動畫：下文記載的日本国内播放時間使用日本標準時間（UTC+9）表示。因為部分時間标识會採用30小时制，因此請留意这类超过24:00的时间，其實際播放時間為翌日清晨。
| 播放地區       | 播放電視台   | 播出日期               | 播出時間                  | 所屬聯播網 | 備註                |
| -------------- | ------------ | ---------------------- | ------------------------- | ---------- | ------------------- |
| 关东广域圈     | 东京电视台   | 2015年7月6日－9月28日  | 星期一 25時35分－26時05分 | 东京电视网 |                     |
| 大阪府         | 大阪电视台   | 2015年7月6日－9月28日  | 星期一 25時35分－26時05分 | 东京电视网 |                     |
| 福冈县         | TVQ九州放送  | 2015年7月6日－9月28日  | 星期一 26時00分－26時30分 | 东京电视网 |                     |
| 北海道         | TV北海道     | 2015年7月7日－9月29日  | 星期二 25時35分－26時05分 | 东京电视网 |                     |
| 爱知县         | 爱知电视台   | 2015年7月9日－10月1日  | 星期四 26時05分－26時35分 | 东京电视网 |                     |
| 冈山县、香川县 | 濑户内电视台 | 2015年7月9日－10月1日  | 星期四 26時15分－26時45分 | 东京电视网 |                     |
| 日本全國       | AT-X         | 2015年7月10日－10月2日 | 星期五 23時00分－23時30分 | 衛星電視   | 有重播              |
| 日本全國       | Kids Station | 2016年7月7日－9月29日  | 星期四 23時00分－23時30分 | 衛星電視   | 有重播 『23區』時段 |

| 東京電視台 星期一（星期日深夜）1時35分－2時05分 節目 | 東京電視台 星期一（星期日深夜）1時35分－2時05分 節目 | 東京電視台 星期一（星期日深夜）1時35分－2時05分 節目 |
| ---------------------------------------------------- | ---------------------------------------------------- | ---------------------------------------------------- |
|                                                      | 其實我是… 【深夜動畫節目賦歸】                       |                                                      |
| Premire Melodix！ 【延遲1小時15分播出】              | 小松先生                                             |                                                      |

### BD&DVD
| 卷數 | 發行日期       | 收錄話數       | 規格編號   | 規格編號   |
| 卷數 | 發行日期       | 收錄話數       | BD         | DVD        |
| ---- | -------------- | -------------- | ---------- | ---------- |
| 1    | 2015年9月16日  | 第1話～第2話   | PCXG-50481 | PCBG-52791 |
| 2    | 2015年10月21日 | 第3話～第4話   | PCXG-50482 | PCBG-52792 |
| 3    | 2015年11月18日 | 第5話～第6話   | PCXG-50483 | PCBG-52793 |
| 4    | 2015年12月16日 | 第7話～第8話   | PCXG-50484 | PCBG-52794 |
| 5    | 2016年1月20日  | 第9話～第10話  | PCXG-50485 | PCBG-52795 |
| 6    | 2016年2月17日  | 第11話～第13話 | PCXG-50486 | PCBG-52796 |

### 線上廣播
「其實我是廣播」
播出時間（UTC+9）
大阪電台：2015年7月3日起每週六 0:30－1:00 播出。
HiBiKi Radio Station：2015年7月6日起每週一播出。
主持人
芹澤優（白神葉子）
M・A・O（紅本茜）

## 舞台劇
2016年3月11日正式宣布改編成舞台劇，同年5月11日至5月15日在新宿村LIVE公開演出。
工作人員
- 腳本、演出：まつだ壱岱
- 製作：
- 企劃、製作：DAX Production

## 影響
- 2013年7月，美國電影演員湯姆·克魯斯拍摄電影《明日邊界》時，明日邊界的原作者日本小說家櫻坂洋在他本人的Twitter向湯姆·克魯斯介紹這部作品，而湯姆·克魯斯也在他的Twitter上留言，该作品由此成為話題。随后，週刊少年Champion編輯部藉機炒作，在他們的官方Twitter表示该作品是湯姆·克魯斯的最愛[13]，由此引發粉絲们的紛紛購買，导致該漫畫在亚马逊日本上一度售罄。
- 2016年2月在《週刊少年Champion》年13號（2016年2月25日發行）發表了和另一部在同一本雜誌連載及同樣以吸血鬼為題材的漫畫《吸血鬼すぐ死ぬ》（盆ノ木至）的角色共演的短篇漫畫[14]。後收錄在同年4月8日發行的單行本第16冊。

## 腳註

## 外部連結
電視動畫相關
- 電視動畫『其實我是…』公式官網（日語）
- 東京電視台『其實我是…』動畫官網 （页面存档备份，存于）（日語）
- 其實我是… Blu-ray＆DVD｜波麗佳音 （页面存档备份，存于）（日語）
- 電視動畫『其實我是…』公式的X（前Twitter）（日語）

舞台劇相關
- 舞台劇版『其實我是…』公式官網（日語）